# Analitzador de paquets
Un analitzador de paquets és un programa informàtic de captura de les trames d'una xarxa d'ordinadors. És un fet comú que, per topologia de xarxa i necessitat material, el mitjà de transmissió (cable coaxial, cable de parell trenat, fibra òptica, etc.) sigui compartit per diversos ordinadors i dispositius de xarxa, fet que possibilita que un ordinador capturi les trames d'informació no li són destinades. Per aconseguir-ho, l'analitzador posa la targeta de xarxa en un estat conegut com "mode promiscu" en la capa d'enllaç de dades del qual no es descarten les trames no destinades a l'adreça MAC de la targeta, d'aquesta manera es pot capturar (sniff, “ensumar”) tot el trànsit que viatja per la xarxa.
Els analitzadors de paquets tenen diversos usos, com ara monitorar xarxes per detectar errors i analitzar-los, o per enginyeria inversa en protocols de xarxa. També és habitual el seu ús per a fins maliciosos, com ara robar contrasenyes, interceptar correus electrònics, espiar converses de xat, etc.

## Topologia de xarxes i analitzadors de paquets
La quantitat de trames que pot obtenir un analitzador depèn de la topologia de xarxa, de la manera com estigui instal·lat i del mitjà de transmissió. Per exemple:
- Per a xarxes antigues amb topologies en estrella, l'analitzador es podia instal·lar en qualsevol node, ja que el que fa el node central és retransmetre tot el que rep a tots els nodes. No obstant això, en les xarxes modernes, en què només el retransmet al node destí, l'únic lloc on es podria posar l'analitzador perquè capturés totes les trames seria el node central.
- Per topologies en anell, doble anell i en bus, l'analitzador es podria instal·lar en qualsevol node, ja que tots tenen accés al medi de transmissió compartit.
- Per a les topologies en arbre, el node amb accés a més trames seria el node arrel, encara que amb els commutadors més moderns, les trames entre nivells inferiors d'un node viatjarien directament i no es propagarien al node arrel.

És important remarcar el fet que els analitzadors només tenen efecte en xarxes que comparteixen el mitjà de transmissió com en xarxes sobre cable coaxial, cables parell trenat o xarxes Wi-Fi.
L'ús de commutadors en lloc de concentradors incrementa la seguretat de la xarxa, ja que limita l'ús d'analitzadors pel fet de dirigir les trames únicament als seus corresponents destinataris.

## Utilitat
Els principals usos que se li poden donar són:
- Captura automàtica de contrasenyes enviades en clar i noms d'usuari de la xarxa. Aquesta capacitat és utilitzada en moltes ocasions per pirates informàtics per atacar sistemes a posteriori.
- Conversió del tràfic de xarxa en un format entenedor pels humans.
- Anàlisi d'errors per descobrir problemes a la xarxa, com ara: per què l'ordinador A no pot establir una comunicació amb l'ordinador B?
- Mesurament del trànsit, mitjançant el qual és possible descobrir colls d'ampolla en algun lloc de la xarxa.
- Detecció d'intrusos, per tal de descobrir furoners. Encara que per això existeixen programes específics anomenats IDS (Intrusion Detection System, sistema de detecció d'intrusos), aquests són pràcticament analitzadors amb funcionalitats específiques.
- Creació de registres de xarxa, de manera que els furoners no puguin detectar que estan sent investigats.
- Per als desenvolupadors, en aplicacions client-servidor. Els permet analitzar la informació real que es transmet per la xarxa.